# Fort Jones
Fort Jones est une municipalité américaine du comté de Siskiyou, en Californie. Sa population était de 600 habitants au recensement de 2000.

## Démographie
| 1890 | 1900 | 1910 | 1920 | 1930 | 1940 |
| ---- | ---- | ---- | ---- | ---- | ---- |
| 266  | 356  | 316  | 331  | 302  | 360  |

| 1950 | 1960 | 1970 | 1980 | 1990 | 2000 |
| ---- | ---- | ---- | ---- | ---- | ---- |
| 525  | 483  | 515  | 544  | 639  | 660  |

| 2010 | - | - | - | - | - |
| ---- | - | - | - | - | - |
| 839  | - | - | - | - | - |